# Alexander Borja Cordoba
Alexander Borja Cordoba (Chigorodó, Colombia; 25 de octubre de 1998) es un futbolista colombiano nacionalizado macedonio. Juega de Defensa y su equipo actual es el Cúcuta Deportivo.

## Clubes[1]
| Club              | País                | Años          |
| ----------------- | ------------------- | ------------- |
| Rabotnicki "B"    | Macedonia del Norte | 2015 - 2016   |
| Rabotnicki        | Macedonia del Norte | 2017          |
| Lokomotiva Skopje | Macedonia del Norte | 2017          |
| Gjorce Petrov     | Macedonia del Norte | 2018          |
| Rabotnicki        | Macedonia del Norte | 2018 - 2019   |
| Pelister Bitola   | Macedonia del Norte | 2020          |
| Kit-Go            | Macedonia del Norte | 2021          |
| Renova Džepčište  | Macedonia del Norte | 2021-2022     |
| Bregalnica Štip   | Macedonia del Norte | 2022-2023     |
| Cúcuta Deportivo  | Colombia            | 2024-presente |

## Estadísticas
| Club                           | Temporada | Liga  | Liga  | Copa Nacional | Copa Nacional | Copa Internacional | Copa Internacional | Total | Total |
| Club                           | Temporada | Part. | Goles | Part.         | Goles         | Part.              | Goles              | Part. | Goles |
| ------------------------------ | --------- | ----- | ----- | ------------- | ------------- | ------------------ | ------------------ | ----- | ----- |
| Rabotnicki Macedonia del Norte | 2017      | 9     | 0     | -             | -             | 0                  | 0                  | 9     | 0     |
| Rabotnicki Macedonia del Norte | 2018-19   | 18    | 0     | 1             | 0             | 0                  | 0                  | 19    | 0     |
| Rabotnicki Macedonia del Norte | 2019      | 7     | 1     | 1             | 0             | 0                  | 0                  | 8     | 1     |
| Rabotnicki Macedonia del Norte | Total     | 34    | 1     | 2             | 0             | 0                  | 0                  | 36    | 0     |